# Menetia alanae
Espèce
Menetia alanae est une espèce de sauriens de la famille des Scincidae.

## Répartition
Cette espèce est endémique du Territoire du Nord en Australie.

## Étymologie
Cette espèce est nommée en l'honneur d'Alana Young.

## Publication originale
- Rankin, 1979 : A taxonomic revision of the genus Menetia (Lacertilia, Scincidae) in the Northern Territory. Records of the Australian Museum, vol. 32, no 14, p. 491-499 (texte intégral).